# Rio Pitimbu
O rio Pitimbu é um curso de água localizado no litoral oriental do estado do Rio Grande do Norte, no Brasil. Tem sua nascente no município de Macaíba, corta o bairro natalense Pitimbu e desagua na lagoa do Jiqui, no município de Parnamirim.